# 丁璉 (明朝)
丁璉（15世紀—16世紀），字汝器，山東東昌府聊城縣人，明朝政治人物。

## 生平
成化元年（1465年）乙酉科山東鄉試舉人，授確山知縣。確山縣隸屬信陽州，他上奏路途遙遠而改屬汝寧府，人民稱便，在任九年能判決疑案，某日捕獲盜賊，審訊後賊人不服，突然有黑風在廳堂捲起，不就捲入城隍廟，他立刻跟隨並禱告，晚上他夢見穿深紅色衣服的人帶領五名男女訴冤，稱盜賊劫殺他們，經盤問後賊人終於招供。
後來丁璉調任慶都知縣，減輕當地賦稅，招致流民八百戶，因母親逝世回鄉，起復改任宜陽知縣，又因父親逝世回家治喪，儀式遵從《禮經》，再出任儀真、潁上知縣後致仕，並將家產讓給弟弟。

## 家族
父丁毅，景泰四年舉人、項城知縣。
兒子丁孔暲是正德九年進士，曾孫丁懋儒是嘉靖四十四年進士。

## 引用
1. 1 2  宣統《聊城縣志·卷八·人物志》：丁璉，字汝器，志方孫，父毅，光祿丞，改授項城令有惠政。璉成化元年舉人，知確山縣，縣舊隸信陽州，璉以道遠多費奏改隸汝寧府，士民稱便；蒞任九年，斷疑獄數十有異政，錄調直隸慶都，減徭輕賦，流民自占者八百戶。丁母艱，起復選宜陽，丁父艱，治喪一遵《禮經》，再知儀徵、潁上謝政歸，推祖產讓諸弟。子孔暲，正德九年進士，官參政，長於聲律，先人遺產及所存俸糈悉讓昆季。曾孫懋儒，嘉靖四十四年進士，官知府，能詩文，著有《浯溪三頌》、《曲山房集》。 丁氏家傳
2. ↑  民國《確山縣志·卷七·職官》：丁璉，聊城人，成化中知確山縣，才敏而練，案無留牘，尤善決大獄，一日獲盜，訊之不服，忽有黑風起廳事前，旋入城隍廟，璉即隨以禱，夜夢絳衣人率五男女稱冤，即盜所劫殺者也，日日鞠盜乃慴伏。治確九年百廢俱興，如修學造士、均賦開荒，皆歷歷有實績焉。